# Mawugbé Atsou
Mawugbé Atsou (Womé, 20 de agosto de 1986) é um futebolista profissional togolês que atua como goleiro.

## Carreira
Mawugbé Atsou representou o elenco da Seleção Togolesa de Futebol no Campeonato Africano das Nações de 2013.